# Vallone Laccaretta e Urio Quattrocchi
Vallone Laccaretta e Urio Quattrocchi este o arie protejată (arie specială de conservare — SAC, sit de importanță comunitară — SCI) din Italia întinsă pe o suprafață de 3.569 ha, integral pe uscat.

## Localizare
Centrul sitului Vallone Laccaretta e Urio Quattrocchi este situat la coordonatele 37°55′17″N 14°24′23″E / 37.921389°N 14.406389°E.

## Înființare
Situl Vallone Laccaretta e Urio Quattrocchi a fost declarat sit de importanță comunitară în septembrie 1995 pentru a proteja 2 specii de plante și 4 specii de animale. Situl a fost protejat și ca arie specială de conservare în martie 2017.

## Biodiversitate
Situată în ecoregiunea mediteraneană, aria protejată conține 13 habitate naturale: Păduri de Quercus ilex și Quercus rotundifolia, Păduri de Quercus suber, Fânețe de joasă altitudine (Alopecurus pratensis, Sanguisorba officinalis), Râuri mediteraneene cu debit intermitent, cu specii de Paspalo-Agrostidion, Galerii de Salix alba și de Populus alba, Liziere de ierburi înalte hidrofile de câmpie și de nivel montan până la alpin, Păduri panonice-balcanice de stejar turcesc - stejar sesil, Păduri de Ilex aquifolium, Iazuri temporare mediteraneene, Lacuri eutrofice naturale cu vegetație de tip Magnopotamion sau Hydrocharition, Pseudostepă cu ierburi și specii anuale de Thero-Brachypodietea, Păduri de fag din Apenini cu Taxus și Ilex, Păduri de stejar alb estice.
La baza desemnării sitului se află mai multe specii protejate:
- plante (2): Leontodon siculus, Petalophyllum ralfsii
- păsări (1): gaia roșie (Milvus milvus)
- nevertebrate (1): Euplagia quadripunctaria
- reptile (2): Emys trinacris, țestoasă bănățeană (Testudo hermanni)

Pe lângă speciile protejate, pe teritoriul sitului au mai fost identificate 58 de specii de plante, 3 specii de păsări, 4 specii de amfibieni, 4 specii de mamifere, 123 de specii de nevertebrate, 9 specii de reptile.